# Medagliere perpetuo dei mondiali di Formula 1
Nelle gare di Formula 1, ai fini del risultato, si ritengono importanti sia la qualità dell'auto sia la capacità del pilota.
Secondo Niki Lauda il pilota migliore è quello che non commette errori con la macchina migliore. Questa opinione è condivisa da Kimi Räikkönen e Mauro Coppini.

## Piloti
La tabella seguente descrive un ipotetico medagliere: le prime tre colonne si riferiscono ai piazzamenti nella classifica del campionato piloti; la quarta al numero di presenze; le tre successive ai podi conquistati in gara; le ultime due alle pole position e ai giri veloci in gara.
I dati sono aggiornati al mondiale 2025 e riguardano, oltre ai campioni del mondo, i piloti che si sono piazzati in almeno un'occasione tra i primi tre posti del mondiale. 
In grassetto sono evidenziati i piloti in attività.
| Pilota                | Titoli | 2º posto | 3º posto | Gran Premi | Vittorie | 2º posto | 3º posto | Pole position | Giri veloci |
| --------------------- | ------ | -------- | -------- | ---------- | -------- | -------- | -------- | ------------- | ----------- |
| Lewis Hamilton        | 7      | 3        | 1        | 370        | 105      | 57       | 40       | 104           | 67          |
| Michael Schumacher    | 7      | 2        | 3        | 306        | 91       | 43       | 21       | 68            | 77          |
| Juan Manuel Fangio    | 5      | 2        | 0        | 51         | 24       | 10       | 1        | 29            | 23          |
| Alain Prost           | 4      | 4        | 0        | 199        | 51       | 35       | 20       | 33            | 41          |
| Sebastian Vettel      | 4      | 3        | 1        | 299        | 53       | 36       | 33       | 57            | 38          |
| Max Verstappen        | 4      | 0        | 2        | 223        | 65       | 35       | 17       | 44            | 34          |
| Ayrton Senna          | 3      | 2        | 1        | 161        | 41       | 23       | 16       | 65            | 19          |
| Jackie Stewart        | 3      | 2        | 1        | 99         | 27       | 11       | 5        | 17            | 15          |
| Nelson Piquet         | 3      | 1        | 2        | 204        | 23       | 20       | 17       | 24            | 23          |
| Niki Lauda            | 3      | 1        | 0        | 171        | 25       | 20       | 9        | 24            | 24          |
| Jack Brabham          | 3      | 1        | 0        | 123        | 14       | 10       | 7        | 13            | 12          |
| Fernando Alonso       | 2      | 3        | 1        | 415        | 32       | 40       | 34       | 22            | 26          |
| Graham Hill           | 2      | 3        | 0        | 175        | 14       | 15       | 7        | 13            | 10          |
| Emerson Fittipaldi    | 2      | 2        | 0        | 144        | 14       | 13       | 8        | 6             | 6           |
| Jim Clark             | 2      | 1        | 2        | 72         | 25       | 1        | 6        | 33            | 28          |
| Mika Häkkinen         | 2      | 1        | 0        | 161        | 20       | 14       | 17       | 26            | 25          |
| Alberto Ascari        | 2      | 1        | 0        | 32         | 13       | 4        | 0        | 14            | 12          |
| Nigel Mansell         | 1      | 3        | 0        | 187        | 31       | 17       | 11       | 32            | 30          |
| Kimi Räikkönen        | 1      | 2        | 3        | 349        | 21       | 37       | 45       | 18            | 46          |
| Damon Hill            | 1      | 2        | 1        | 115        | 22       | 15       | 5        | 20            | 19          |
| Nico Rosberg          | 1      | 2        | 0        | 206        | 23       | 25       | 9        | 30            | 20          |
| Jody Scheckter        | 1      | 1        | 2        | 112        | 10       | 14       | 9        | 3             | 5           |
| Jenson Button         | 1      | 1        | 1        | 306        | 15       | 15       | 20       | 8             | 8           |
| Nino Farina           | 1      | 1        | 1        | 33         | 5        | 9        | 6        | 5             | 5           |
| Jacques Villeneuve    | 1      | 1        | 0        | 163        | 11       | 5        | 7        | 13            | 9           |
| John Surtees          | 1      | 1        | 0        | 111        | 6        | 10       | 8        | 8             | 11          |
| Alan Jones            | 1      | 0        | 2        | 116        | 12       | 7        | 5        | 6             | 13          |
| Denny Hulme           | 1      | 0        | 2        | 112        | 8        | 9        | 16       | 1             | 9           |
| Mario Andretti        | 1      | 0        | 1        | 128        | 12       | 2        | 5        | 18            | 10          |
| Jochen Rindt          | 1      | 0        | 1        | 60         | 6        | 3        | 4        | 10            | 3           |
| Keke Rosberg          | 1      | 0        | 1        | 114        | 5        | 8        | 4        | 5             | 3           |
| Mike Hawthorn         | 1      | 0        | 1        | 45         | 3        | 9        | 6        | 4             | 6           |
| James Hunt            | 1      | 0        | 0        | 92         | 10       | 6        | 7        | 14            | 8           |
| Phil Hill             | 1      | 0        | 0        | 47         | 3        | 5        | 8        | 6             | 6           |
| Stirling Moss         | 0      | 4        | 3        | 66         | 16       | 5        | 3        | 16            | 19          |
| Rubens Barrichello    | 0      | 2        | 2        | 322        | 11       | 29       | 28       | 14            | 17          |
| Valtteri Bottas       | 0      | 2        | 2        | 246        | 10       | 29       | 28       | 20            | 19          |
| Ronnie Peterson       | 0      | 2        | 1        | 123        | 10       | 10       | 6        | 14            | 9           |
| Jacky Ickx            | 0      | 2        | 0        | 114        | 8        | 7        | 10       | 13            | 14          |
| David Coulthard       | 0      | 1        | 4        | 246        | 13       | 26       | 23       | 12            | 18          |
| Carlos Reutemann      | 0      | 1        | 3        | 146        | 12       | 13       | 20       | 6             | 6           |
| Riccardo Patrese      | 0      | 1        | 2        | 256        | 6        | 17       | 14       | 8             | 13          |
| Bruce McLaren         | 0      | 1        | 2        | 98         | 4        | 11       | 12       | 0             | 3           |
| Felipe Massa          | 0      | 1        | 1        | 269        | 11       | 13       | 17       | 16            | 15          |
| Charles Leclerc       | 0      | 1        | 1        | 161        | 8        | 16       | 24       | 27            | 10          |
| Sergio Pérez          | 0      | 1        | 1        | 281        | 6        | 17       | 16       | 3             | 12          |
| Tony Brooks           | 0      | 1        | 1        | 38         | 6        | 2        | 2        | 3             | 3           |
| Clay Regazzoni        | 0      | 1        | 1        | 132        | 5        | 13       | 10       | 5             | 15          |
| Heinz-Harald Frentzen | 0      | 1        | 1        | 156        | 3        | 3        | 12       | 2             | 6           |
| José Froilán González | 0      | 1        | 1        | 26         | 2        | 7        | 6        | 3             | 6           |
| Lando Norris          | 0      | 1        | 0        | 142        | 9        | 19       | 10       | 13            | 17          |
| Gilles Villeneuve     | 0      | 1        | 0        | 67         | 6        | 5        | 2        | 2             | 8           |
| Michele Alboreto      | 0      | 1        | 0        | 194        | 5        | 9        | 9        | 2             | 5           |
| Eddie Irvine          | 0      | 1        | 0        | 146        | 4        | 6        | 16       | 0             | 1           |
| Didier Pironi         | 0      | 1        | 0        | 70         | 3        | 3        | 7        | 4             | 5           |
| Wolfgang von Trips    | 0      | 1        | 0        | 27         | 2        | 2        | 2        | 1             | 0           |
| Mark Webber           | 0      | 0        | 3        | 215        | 9        | 16       | 17       | 13            | 19          |
| Gerhard Berger        | 0      | 0        | 2        | 210        | 10       | 17       | 21       | 12            | 21          |
| Daniel Ricciardo      | 0      | 0        | 2        | 257        | 8        | 6        | 18       | 3             | 17          |
| Juan Pablo Montoya    | 0      | 0        | 2        | 94         | 7        | 15       | 8        | 13            | 12          |
| René Arnoux           | 0      | 0        | 1        | 149        | 7        | 9        | 6        | 18            | 12          |
| John Watson           | 0      | 0        | 1        | 152        | 5        | 6        | 9        | 2             | 5           |
| Peter Collins         | 0      | 0        | 1        | 32         | 3        | 3        | 3        | 0             | 0           |
| Elio De Angelis       | 0      | 0        | 1        | 108        | 2        | 2        | 5        | 3             | 0           |
| François Cevert       | 0      | 0        | 1        | 46         | 1        | 10       | 2        | 0             | 2           |
| Richie Ginther        | 0      | 0        | 1        | 52         | 1        | 8        | 5        | 0             | 3           |
| Luigi Musso           | 0      | 0        | 1        | 24         | 1        | 5        | 1        | 0             | 1           |
| Luigi Fagioli         | 0      | 0        | 1        | 7          | 1        | 4        | 1        | 0             | 0           |
| Piero Taruffi         | 0      | 0        | 1        | 18         | 1        | 3        | 1        | 0             | 1           |
| Eugenio Castellotti   | 0      | 0        | 1        | 14         | 0        | 2        | 1        | 1             | 0           |

## Team
Quanto ai team, le prime tre colonne si riferiscono ai piazzamenti nella classifica del campionato costruttori; la quarta ai titoli mondiali piloti; la quinta al numero di presenze; le tre successive ai podi conquistati in gara; le ultime due alle pole position e ai giri veloci in gara.
I dati sono aggiornati al mondiale 2025 e riguardano, oltre ai campioni del mondo, i team che si sono piazzati in almeno un'occasione tra i primi tre posti del mondiale, o che hanno ottenuto almeno un titolo piloti.
In grassetto sono evidenziati i team in attività.
| Team       | Titoli costruttori | 2º posto | 3º posto | Titoli piloti | Gran Premi | Vittorie | 2º posto | 3º posto | Pole position | Giri veloci |
| ---------- | ------------------ | -------- | -------- | ------------- | ---------- | -------- | -------- | -------- | ------------- | ----------- |
| Ferrari    | 16                 | 21       | 13       | 15            | 1 112      | 248      | 293      | 293      | 254           | 263         |
| McLaren    | 9                  | 14       | 10       | 12            | 984        | 200      | 186      | 162      | 172           | 181         |
| Williams   | 9                  | 6        | 6        | 7             | 848        | 114      | 112      | 86       | 128           | 133         |
| Mercedes   | 8                  | 2        | 1        | 9             | 331        | 130      | 99       | 76       | 142           | 113         |
| Lotus      | 7                  | 5        | 5        | 6             | 491        | 79       | 42       | 51       | 107           | 71          |
| / Red Bull | 6                  | 5        | 4        | 8             | 407        | 124      | 86       | 77       | 107           | 100         |
| Brabham    | 2                  | 3        | 5        | 4             | 394        | 35       | 41       | 48       | 39            | 41          |
| / Renault  | 2                  | 1        | 4        | 2             | 504        | 36       | 36       | 37       | 51            | 34          |
| Cooper     | 2                  | 0        | 4        | 2             | 128        | 16       | 18       | 24       | 11            | 14          |
| Tyrrell    | 1                  | 2        | 2        | 2             | 430        | 23       | 33       | 21       | 14            | 20          |
| / Benetton | 1                  | 1        | 6        | 2             | 260        | 27       | 32       | 43       | 15            | 36          |
| BRM        | 1                  | 4        | 1        | 1             | 197        | 17       | 27       | 17       | 11            | 15          |
| Matra      | 1                  | 0        | 1        | 1             | 60         | 9        | 4        | 8        | 4             | 12          |
| Brawn      | 1                  | 0        | 0        | 1             | 17         | 8        | 4        | 3        | 5             | 4           |
| Vanwall    | 1                  | 0        | 0        | 0             | 28         | 9        | 2        | 2        | 7             | 6           |
| Alfa Romeo | 0                  | 0        | 0        | 2             | 110        | 10       | 8        | 8        | 12            | 14          |
| Maserati   | 0                  | 0        | 0        | 2             | 70         | 9        | 10       | 18       | 10            | 15          |
| Ligier     | 0                  | 1        | 1        | 0             | 326        | 9        | 14       | 27       | 9             | 10          |
| BMW Sauber | 0                  | 1        | 1        | 0             | 70         | 1        | 10       | 6        | 1             | 2           |
| BAR        | 0                  | 1        | 0        | 0             | 117        | 0        | 4        | 11       | 2             | 0           |
| Jordan     | 0                  | 0        | 1        | 0             | 250        | 4        | 4        | 11       | 2             | 2           |
| March      | 0                  | 0        | 1        | 0             | 197        | 3        | 10       | 8        | 5             | 7           |
| Porsche    | 0                  | 0        | 1        | 0             | 31         | 1        | 3        | 1        | 1             | 0           |

## Storia e curiosità

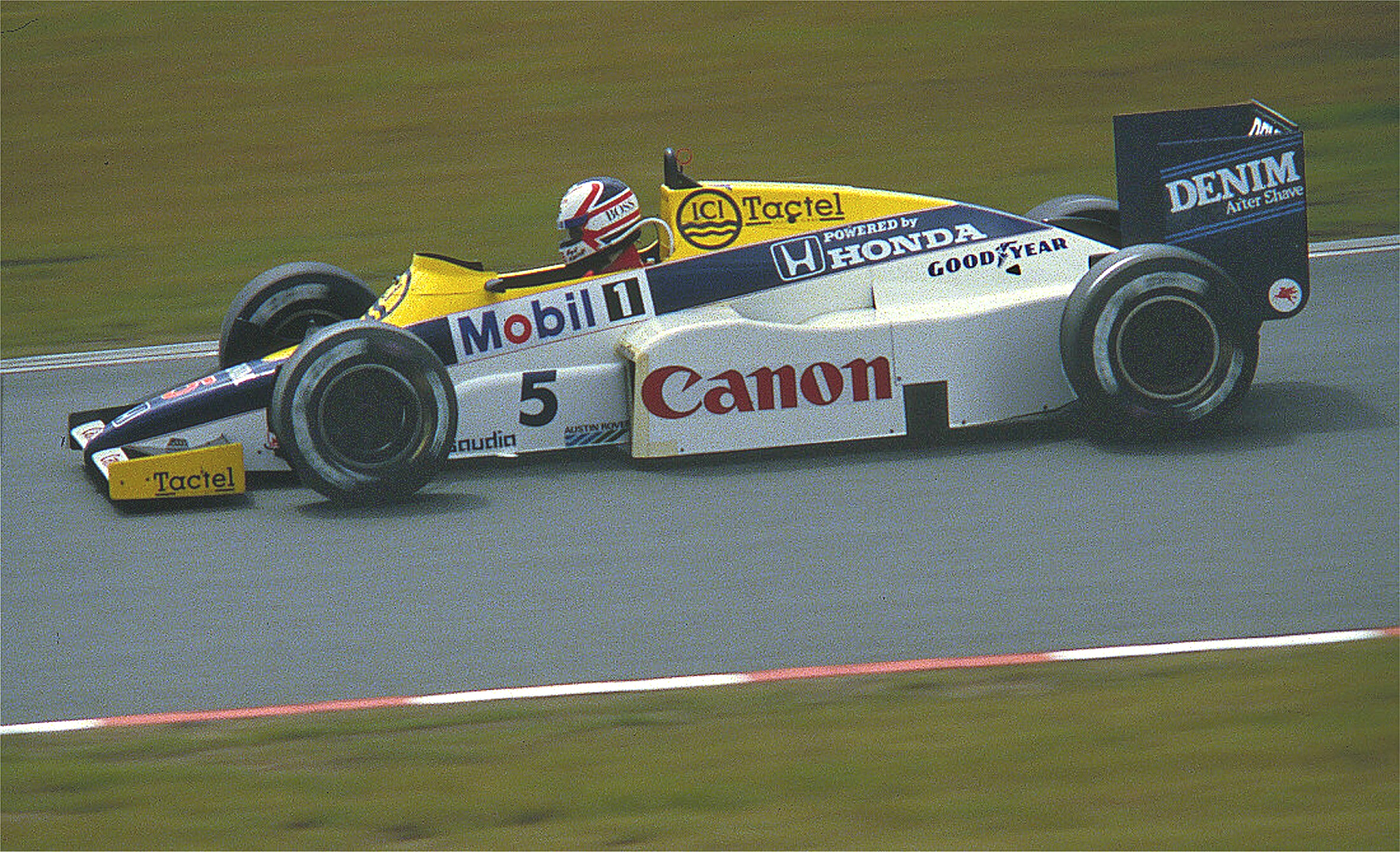
Nigel Mansell con la sua Williams impegnato nelle qualificazioni del Gran Premio di Germania del 1985.

La Ferrari è la sola scuderia che abbia preso parte a tutte le edizioni del campionato sin dal 1950. La stagione di debutto della Formula 1 vide ai nastri di partenza diciotto squadre, ma quasi subito a fronte dei costi elevati, parecchi preferirono abbandonare. Nei fatti, durante il primo decennio della F1 ma anche per gran parte del secondo gareggiarono molte vetture poco competitive, costruite e gestite con scarsi mezzi, date le difficoltà economiche dell'epoca, tanto che la Federazione durante le stagioni 1952 e 1953 permise la competizione a vetture di Formula 2.
In passato esistevano molti team "privati" che gestivano auto realizzate da altri costruttori, ma dalla stagione 1984 ogni squadra venne obbligata a competere con un proprio telaio (ancorché in alcuni casi il nome della squadra differisse da quello del costruttore, come nel caso della Lola, che fornì nel tempo i telai per i team Newman-Haas e Larrousse, o della March, che li fornì ai team RAM e Leyton House).
Dalla stagione 2008 è nuovamente possibile acquistare e vendere i telai, come già succede per i motori. L'ultima azienda a fornire i motori senza un telaio di propria costruzione è stata la Honda nel 2015, che tuttavia ha abbandonato tale fornitura alla fine del 2021.

La piccola scuderia faentina Minardi al debutto in Formula 1 nel 1985 con la M185.

Nonostante la carenza di cifre ufficiali fornite, il costo medio della partecipazione a una stagione completa in F1 era stimato per ciascuna squadra nella stagione 1999 tra i 50 milioni di dollari della Minardi e i 240 milioni della Ferrari, mentre nella stagione 2006 le cifre variavano tra i 66 milioni della Super Aguri e i 400 milioni di dollari della McLaren. È quindi da rilevare come di otto stagioni le somme spese da team di medio o basso livello abbiano avuto oscillazioni relativamente moderate, mentre per i top team tale cifra è quasi raddoppiata.
Tuttavia, per il campionato 2011 la HRT era accreditata di un budget di soli 40 milioni di euro e di un organico di sole 30 persone.
Iscrivere un nuovo team nel campionato mondiale di Formula 1 costerebbe intorno a 25 milioni di sterline inglesi (pari a 47 milioni di dollari) da versare direttamente alla FIA prima che inizi la stagione. Di conseguenza, i costruttori preferiscono entrare in Formula 1 acquisendo i diritti di team esistenti o esistiti:
- la BAR è stata fondata sui resti della Tyrrell, che poi è divenuta Honda, quindi Brawn e infine Mercedes;
- la Benetton è stata fondata sui resti della Toleman, che poi è divenuta Renault, quindi Lotus e infine di nuovo Renault (cambiando nome in Alpine nel 2021);
- la Jordan è divenuta Midland, poi Spyker, quindi Force India e infine Racing Point (cambiando nome in Aston Martin nel 2021);
- la Minardi è divenuta Toro Rosso, per poi cambiare nome in AlphaTauri nel 2020 e in RB nel 2024 (adottando il nome completo Racing Bulls nel 2025);
- la Sauber è divenuta BMW Sauber, per poi ritornare Sauber (cambiando nome in Alfa Romeo dal 2019 al 2023);
- la Stewart è divenuta Jaguar e in seguito Red Bull.

Questi passaggi sono economicamente convenienti perché il nuovo team beneficia dei soldi già depositati nelle casse della Federazione Internazionale dell'Automobile dal precedente titolare.